# Liste der Monuments historiques in Saint-Gonnery
Die Liste der Monuments historiques in Saint-Gonnery führt die Monuments historiques in der französischen Gemeinde Saint-Gonnery auf.

## Liste der Bauwerke
| Bezeichnung | Beschreibung | Standort                                  | Kennzeichnung | Schutzstatus | Datum | Bild           |
| ----------- | ------------ | ----------------------------------------- | ------------- | ------------ | ----- | -------------- |
| Wegekreuz   |              | Rue du Calvaire Rue des Deux-Ponts (Lage) | PA00091681    | Inscrit      | 1935  | weitere Bilder |

## Liste der Objekte
- Monuments historiques (Objekte) in Saint-Gonnery in der Base Palissy des französischen Kultusministerium